# Gruppo Franza
Il Gruppo Franza è una holding italiana di proprietà della famiglia Franza di Messina, attive in particolare nei settori armatoriale, turistico e immobiliare.

## Storia
L'ingegner Giuseppe Franza (1931-1990), di famiglia di industriali edili e di diplomatici, ed affermato costruttore della città di Messina, nel 1962 fondò assieme al suocero il commendator Pietro Mondello l'azienda Seaflight, specializzata nella costruzione di aliscafi, il cui stabilimento sorgeva nella frazione messinese di Torre Faro. Nel 1966, fondò la Tourist Ferry Boat, compagnia di navigazione per la gestione ed esercizio di linee marittime per il trasporto rapido coi traghetti di automezzi e veicoli non ferroviari e passeggeri tra Messina e Villa San Giovanni, una delle prime di proprietà privata a svilupparsi nel settore. Quello del trasporto marittimo diverrà la principale attività imprenditoriale dell'ingegner Franza, che successivamente estese le proprie attività imprenditoriali anche al settore turistico-alberghiero con la fondazione nel 1972 della Framon S.p.A., i cui primi due alberghi furono aperti a Messina e sull'Isola di Vulcano.
Nel 1990, l'ingegner Franza morì improvvisamente, e il controllo e la gestione delle sue attività passarono alla moglie Olga Mondello e ai figli Vincenzo e Pietro. Costoro, nel periodo compreso tra la fine degli anni novanta e gli inizi degli anni duemila, contribuirono ad incrementare le attività di famiglia fino a creare un Gruppo di notevoli dimensioni, che al 2001 controllava 40 società e registrava annualmente un fatturato di 133 miliardi di lire. In quello stesso anno, la vedova Franza ebbe conferito il titolo di Cavaliere del Lavoro. La famiglia Franza, attraverso la propria holding Cofimer S.p.A., ha fatto ingresso con piccole partecipazioni nell'azionariato della Banca Commerciale Italiana (1994) e come socia della Consortium in Mediobanca (2001).
Nel 1997, la famiglia Franza fece ingresso nel calcio come socia di minoranza della società Unione Sportiva Peloro, che militava nel Campionato Nazionale Dilettanti, e che in quel periodo assumeva la denominazione di FC Messina Peloro. Cinque anni più tardi, nel 2002, acquisì la maggioranza del club giallorosso (con il 54% delle quote) che aveva raggiunto la Serie B, e di cui Pietro Franza assunse la presidenza. Il Messina dei Franza conquistò due anni più tardi, nel 2004, la Serie A, militandovi per tre stagioni consecutive. L'epoca Franza nella storia della società giallorossa si concluse nel 2008 con il fallimento della medesima.
Nel 2003, la compagnia di navigazione Tourist Ferry Boat della famiglia Franza creò assieme alla calabrese Caronte della famiglia Matacena, una nuova compagnia: la Caronte & Tourist. Il Gruppo Franza si espanse ulteriormente nel settore turistico, con la controllata Framon (divenuta Framon Hotels nel 1994), che nel 2005 risultava essere la quarta catena alberghiera italiana per dimensioni arrivando a contare una rete di 18 strutture (di cui 9 in Sicilia), tra proprietà e gestione, ed un fatturato che raggiungeva i 43 milioni di euro.

## Informazioni e dati
Il Gruppo Franza, a conduzione familiare, opera in diversi settori, principalmente quelli armatoriale, turistico e immobiliare. È costituito da circa 40 società, controllate dalla Cofimer S.p.A., holding finanziaria con sede a Messina della famiglia Franza. Il numero complessivo di addetti risultava essere di circa 1.000 unità agli inizi degli anni 2000.
La maggiore attività del Gruppo messinese è rappresentata da quella armatoriale con l'azienda Caronte & Tourist, specializzata nel trasporto marittimo di automezzi e di passeggeri con i traghetti, in cui la controllata Tourist Ferry Boat detiene una quota di partecipazione del 35%, ed è socia con la Caronte (35%) e il fondo di investimento britannico Basalt Infrastructure Partners (30%). Al 2021, la compagnia risultava essere la prima impresa per dimensioni e volume d'affari della città peloritana, che impiegava 503 dipendenti e realizzava un fatturato di 87,7 milioni di euro ed un utile netto di 17,3 milioni. Muove annualmente circa 6 milioni di passeggeri con la sua flotta di 29 navi. Controlla il 78% del traffico passeggeri sullo Stretto.
Nel settore turistico e ricettivo, l'attività del Gruppo opera con le società Framon Hotels S.r.l. e GF Propery Management & Facility S.r.l. Altri settori di attività in cui opera il Gruppo sono: l'edilizia, con la GF Building S.r.l., attiva dal 1994, il cui fatturato nel 2021 è stato di 5,3 milioni di euro.; l'industria, con la ESI Ecological Scrap Industry S.p.A., con sede e stabilimento a Pace del Mela, che impiega circa 100 addetti e si occupa di riciclaggio degli accumulatori al piombo esausti e per il riciclo di materiali non ferrosi e dalla cantieristica e riparazioni navali di supporto al settore dei trasposti marittimi; le telecomunicazioni con la Mandarin S.p.A., che opera come Internet service provider.

## Intitolazioni
A Giuseppe Franza è stato intitolato il traghetto omonimo, tutt'oggi attivo per effettuare traghettamento sullo Stretto di Messina con la compagnia Caronte & Tourist.